# Piramide van Tirana

Piramide van Tirana na renovatie (2023)

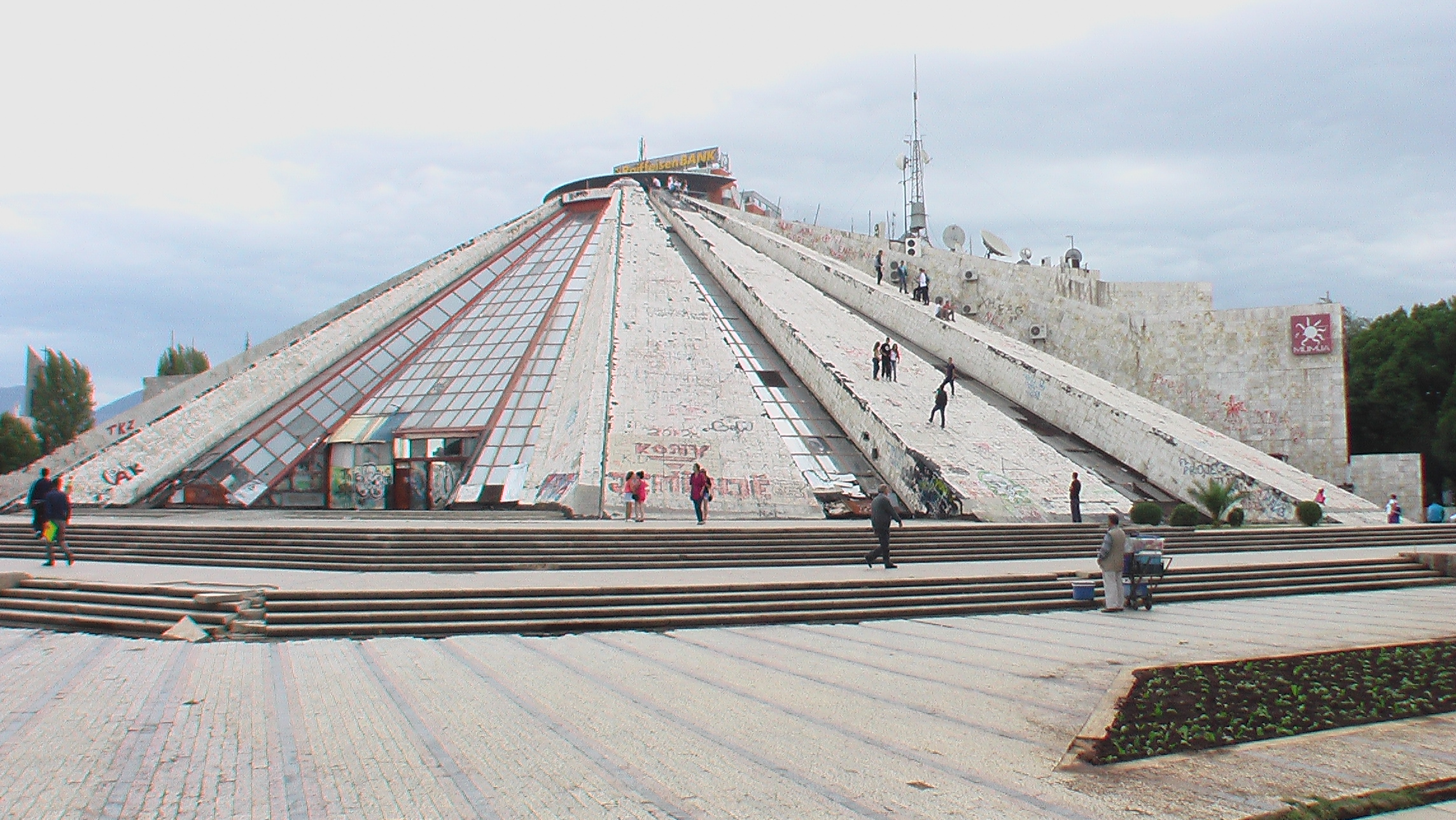
Piramide van Tirana voor renovatie (2012)

De piramide van Tirana was een museum in Tirana (Albanië) dat geopend werd op 14 oktober 1988. Het piramide-vormige gebouw was ontworpen door de dochter en schoonzoon van de enkele jaren daarvoor overleden communistische leider Enver Hoxha. Het diende als museum over de nalatenschap van Hoxha, maar na 1991 werd het een conferentie-centrum annex tentoonstellingsruimte. Er zijn bronnen die het gebouw het "Enver Hoxha Mausoleum" noemen, hoewel deze naam nooit officieel gebruikt is.
Tijdens de Kosovo-oorlog in 1999 werd het gebouw gebruikt als basis voor de NAVO en enkele humanitaire hulporganisaties.
In 2010 werd er gespeculeerd dat het bouwwerk van 17,000 vierkante meters plat zou gaan, om ruimte te maken voor een nieuw Albanees parlementsgebouw. Toonaangevende buitenlandse architecten hebben hier echter een stokje voor proberen te steken. De geschiedkundige Ardian Klosi initieerde een petitie tegen de sloop van het gebouw, en haalde hier 6000 handtekeningen mee op. Voordat men het gebouw wilde slopen, had men al eens het plan opgevat om het gebouw om te vormen tot operatheater. De werken werden echter stopgezet, en de marmeren tegels die het dak van de piramide sierden, werden verwijderd en opgeslagen in een depot buiten Tirana.
De piramide werd anno 2013 vooral gebruikt als klimobject voor groepen jongeren die de stad bezoeken. 
In het kader van stadsvernieuwing werd in 2017 besloten om het bouwwerk - anno 2023 in gebruik als onderwijscentrum - niet te slopen, maar een nieuw aanzien te geven. Het Rotterdamse architectenbureau MVRDV vernieuwde het object van binnen en van buiten, en voegde onder andere trappen toe, zodat bezoekers makkelijker naar de top konden, een park rondom en verschillende kleurrijke elementen. De gerenoveerde piramide verscheen in 2023 op de longlist voor de Mies van der Rohe-award, een prestigieuze architectuurprijs.